# Kritischer Punkt (Mathematik)
Eine stetig differenzierbare Abbildung zwischen zwei differenzierbaren Mannigfaltigkeiten besitzt an einer Stelle einen kritischen oder stationären Punkt, falls dort das Differential nicht surjektiv ist. Im eindimensionalen Fall ist dies gleichbedeutend damit, dass ihre Ableitung dort 0 ist. Andernfalls handelt es sich um einen regulären Punkt. Gibt es einen oder mehrere kritische Punkte im Urbild eines Punktes, nennt man ihn kritischen beziehungsweise stationären Wert, sonst: regulären Wert.

## Definition
Es sei {\displaystyle U\subset \mathbb {R} ^{n}} eine offene Menge und {\displaystyle f\colon U\rightarrow \mathbb {R} ^{m}} eine stetig differenzierbare Funktion. 
Ein Wert {\displaystyle x_{0}\in U} heißt kritischer oder stationärer Punkt von {\displaystyle f}, wenn {\displaystyle \operatorname {D} f(x_{0})} nicht surjektiv ist, das heißt, wenn {\displaystyle \operatorname {rang} \left(\operatorname {D} f\left([x_{0}]\right)\right)<m}
gilt, wobei {\displaystyle \operatorname {D} f} das totale Differential bezeichnet.
Ein {\displaystyle y\in \mathbb {R} ^{m}} heißt kritischer oder stationärer Wert, wenn es einen kritischen Punkt {\displaystyle x_{0}\in U} mit {\displaystyle f(x_{0})=y} gibt.

## Beispiele
- Die Definition enthält insbesondere den eindimensionalen Spezialfall. Ist {\displaystyle f\colon U\subseteq \mathbb {R} \to \mathbb {R} } eine stetig differenzierbare Funktion, so ist {\displaystyle x} genau dann ein kritischer Punkt von {\displaystyle f}, wenn die Ableitung von {\displaystyle f} an der Stelle {\displaystyle x} verschwindet, also {\displaystyle f'(x)=0} gilt. Ist beispielsweise die Polynomfunktion {\displaystyle \textstyle f(x)=6x-{\frac {1}{2}}x^{2}-{\frac {1}{3}}x^{3}} gegeben, so gilt genau dann {\displaystyle f'(x)=6-x-x^{2}=0}, wenn {\displaystyle x=-3} oder {\displaystyle x=2} ist. Also sind {\displaystyle x=-3} und {\displaystyle x=2} die kritischen Punkte von {\displaystyle f}.
- Eine stetig differenzierbare reellwertige Abbildung {\displaystyle f} in {\displaystyle n} reellen Variablen besitzt genau dann einen kritischen Punkt an der Stelle {\displaystyle x=(x_{1},\dotsc ,x_{n})\in \mathbb {R} ^{n}}, wenn an dieser Stelle ihr Gradient gleich dem Nullvektor ist, also wenn dort alle partiellen Ableitungen verschwinden:

{\displaystyle {\frac {\partial f}{\partial x_{1}}}(x)=\dotsb ={\frac {\partial f}{\partial x_{n}}}(x)=0}.

## Eigenschaften
Die Menge der kritischen Punkte einer Funktion kann groß sein, zum Beispiel ist jeder Punkt im Urbild einer konstanten Abbildung kritisch. Gemäß der Definition ist auch jeder Punkt kritisch, wenn {\displaystyle n<m} gilt, selbst im Falle einer Immersion.
Der Satz von Sard besagt hingegen, dass die Menge aller kritischen Werte einer genügend differenzierbaren Abbildung Maß null besitzt; es gibt also „sehr wenige“ kritische Werte. An diesen Stellen schlägt der Satz vom regulären Wert fehl: Das Urbild eines kritischen Wertes ist im Allgemeinen keine Mannigfaltigkeit.

## Entartung
Im Falle einer reellwertigen Funktion kann mithilfe der Hesse-Matrix festgestellt werden, ob es sich um einen entarteten kritischen Punkt handelt. Dieses ist genau dann der Fall, wenn die Hesse-Matrix singulär, also nicht invertierbar, ist. Mit Funktionen ohne entartete kritische Punkte beschäftigt sich die Morsetheorie.
Falls keine Entartung vorliegt, kann bei reellwertigen Funktionen auch festgestellt werden, ob es sich um ein lokales Minimum, ein lokales Maximum oder einen Sattelpunkt der Funktion handelt.